# Dérive des continents

Illustration de la dérive des continents avec la dislocation de la Pangée (du Trias à aujourd'hui).

On appelle dérive des continents l'ensemble des déplacements horizontaux des continents (ou des blocs continentaux) les uns par rapport aux autres.
L'hypothèse de la dérive des continents a été suggérée dès 1596. Elle a ensuite été développée et popularisée par Alfred Wegener en 1912. L'absence d’éléments connus lui permettant de l'expliquer le conduit néanmoins à l'attribuer à tort à d'autres mécanismes tels que la fuite des pôles, ce qui contribue au rejet de son hypothèse. Après la découverte des anomalies magnétiques du fond des océans dans les années 1960, la dérive des continents est devenue une réalité attestée par des observations directes et indirectes, et que l'on comprend dans le cadre plus général de la théorie de la tectonique des plaques.

## Histoire

### Précurseurs

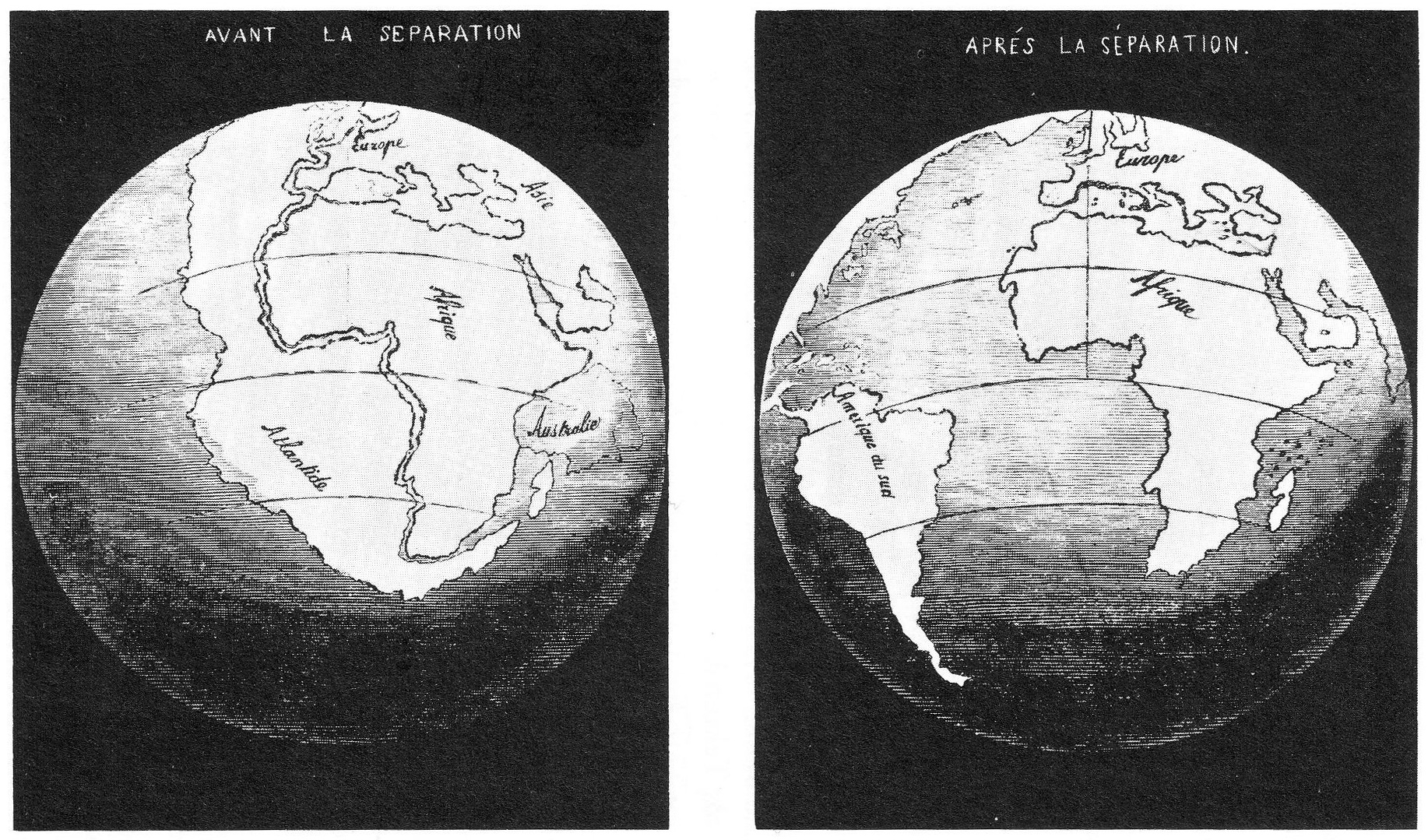
L'ouverture de l'Atlantique, illustration de Snider-Pellegrini de 1858.

Le cartographe brabançon Abraham Ortelius remarque dès 1596, que les formes des continents le long des côtés opposés de l'océan Atlantique (en particulier, l'Afrique et l'Amérique du Sud) semblent s'articuler, et suggère que les Amériques ont été « arrachées » à l'Europe et l'Afrique (par les séismes et les inondations). Francis Bacon en 1620, François Placet en 1658, Theodor Christoph Lilienthal en 1756, Alexander von Humboldt en 1801 et 1845 et Antonio Snider-Pellegrini en 1858 tiennent des propos similaires. En fait, l'idée que la Terre a subi de profonds changements de toute nature au cours de son histoire est largement partagée jusque vers la fin du xixe siècle. Charles Lyell écrit par exemple, en 1872 : « Continents, therefore, although permanent for whole geological epochs, shift their positions entirely in the course of ages » (« Les continents, donc, bien que permanents durant des périodes géologiques entières, changent complètement de position au cours des âges »).
La pensée dominante commence à changer après 1850, sous l'influence notamment du géologue et minéralogiste américain James Dwight Dana, qui écrit en 1863 : « The continents and oceans had their general outline or form defined in earliest time. This has been proved with respect to North America from the position and distribution of the first beds of the Silurian – those of the Potsdam epoch.  … and this will probably prove to the case in Primordial time with the other continents also » (« La forme générale des continents et des océans a été définie dans les tout premiers temps. C'est prouvé pour l'Amérique du Nord d'après la position et la répartition des premiers dépôts sédimentaires du Silurien (ceux de l'époque Potsdam). […] et l'on pourra vraisemblablement le prouver aussi pour les autres continents »). En 1889, Alfred Russel Wallace considère les déplacements relatifs des continents comme une hypothèse dépassée : « It was formerly a very general belief, even amongst geologists, that the great features of the earth's surface, no less than the smaller ones, were subject to continual mutations, and that during the course of known geological time the continents and great oceans had again and again changed places with each other » (« C'était autrefois une croyance très générale, même parmi les géologues, que les grandes caractéristiques de la surface de la Terre, tout comme les plus petites, étaient sujettes à des mutations continuelles, et qu'au cours des temps géologiques les continents et les grands océans avaient encore et encore changé de place les uns avec les autres »).
L'idée que l'Amérique, l'Europe et l'Asie ont autrefois été réunies continue néanmoins d'être exposée par différents chercheurs, dont Franklin Coxworthy (entre 1848 et 1890), Roberto Mantovani (en 1889 et 1909), William Henry Pickering (en 1907) et Frank Bursley Taylor (en 1908). L'existence passée du supercontinent gondwanien et de l'océan Téthys est par ailleurs proposée par Eduard Suess en 1885 et 1893. Certains des arguments qu'invoquera Wegener sont déjà mis en avant par ces prédécesseurs. Montovani, notamment, souligne la similitude des formations géologiques des continents méridionaux, mais explique la fracturation du supercontinent par l'activité volcanique et l'éloignement ultérieur des continents par une supposée dilatation thermique de la Terre. Taylor imagine que les continents se sont déplacés par un processus de « glissement continental » dû aux forces de marée pendant la capture supposée de la Lune au cours du Crétacé. Même si le mécanisme qu'il propose est sans fondement, il est le premier à réaliser que l'un des effets des déplacements continentaux est la formation de montagnes, et attribue à juste titre la formation de l'Himalaya à la collision entre le sous-continent indien et l'Asie (pendant un temps la dérive des continents sera connue sous le nom d'« hypothèse de Taylor-Wegener »).

### Alfred Wegener
Le 6 janvier 1912, lors d'une conférence à la Société géologique de Francfort, l'astronome et météorologue allemand Alfred Wegener fait un exposé sur « les translations horizontales des continents », dans lequel il propose une nouvelle théorie associant géophysique, géographie et géologie. En 1915 il publie la première édition de son livre Die Entstehung der Kontinente und Ozeane (« La Genèse des continents et des océans »), qui connaîtra trois autres éditions (1920, 1922 et 1929) et de nombreuses traductions.
C'est Wegener qui forge l'expression « dérive des continents » (Kontinentalverschiebung). Comme ses prédécesseurs il note la complémentarité des côtes des deux côtés de l'Atlantique, mais son approche s'en distingue par le caractère pluridisciplinaire de ses arguments :
- arguments géologiques :
  - similitude des ensembles géologiques situés de part et d'autre de l'océan Atlantique (âge et nature des terrains, orientation des déformations),
  - distribution particulière des chaînes de montagnes à la surface du globe (cordillères du pourtour de l'océan Pacifique, et chaîne des Alpes se prolongeant sur le continent asiatique) ;
- arguments paléontologiques : les fossiles d'Amérique, d'Afrique du Sud, de Madagascar, d'Inde, d'Australie et de l'Antarctique témoignent d'une faune et d'une flore très semblables sur ces continents (corrélation des aires de répartition des provinces faunistiques et floristiques) jusqu'au début de l'ère secondaire (environ 200 millions d'années), époque à partir de laquelle les fossiles divergent sur les différents continents ;
- arguments paléoclimatiques : traces de climats anciens très différents des climats actuels, qu'un simple changement du climat global de la Terre ne suffit pas à expliquer ; ainsi, la présence de tillites datées du carbonifère en Afrique du Sud et en Australie atteste d'un climat glaciaire à cette époque, tandis que des fossiles de fougères arborescentes retrouvés dans les sédiments carbonifères d'Europe et d'Amérique du Nord témoignent d'un climat tropical à la même époque.

Wegener conclut que les continents ont formé il y a 200 millions d'années un super-continent unique, la Pangée, bordé d'un super-océan, la Panthalassa.

### De Wegener à la tectonique des plaques
Les travaux de Wegener ont eu assez peu de succès auprès de la communauté géologique et géophysique, pour diverses raisons : en partie parce que pour chaque argument séparé on pouvait prétendre à la coïncidence ou trouver d'autres explications, surtout parce que les mécanismes que Wegener invoquait comme moteurs de la dérive ne tenaient pas la route,.

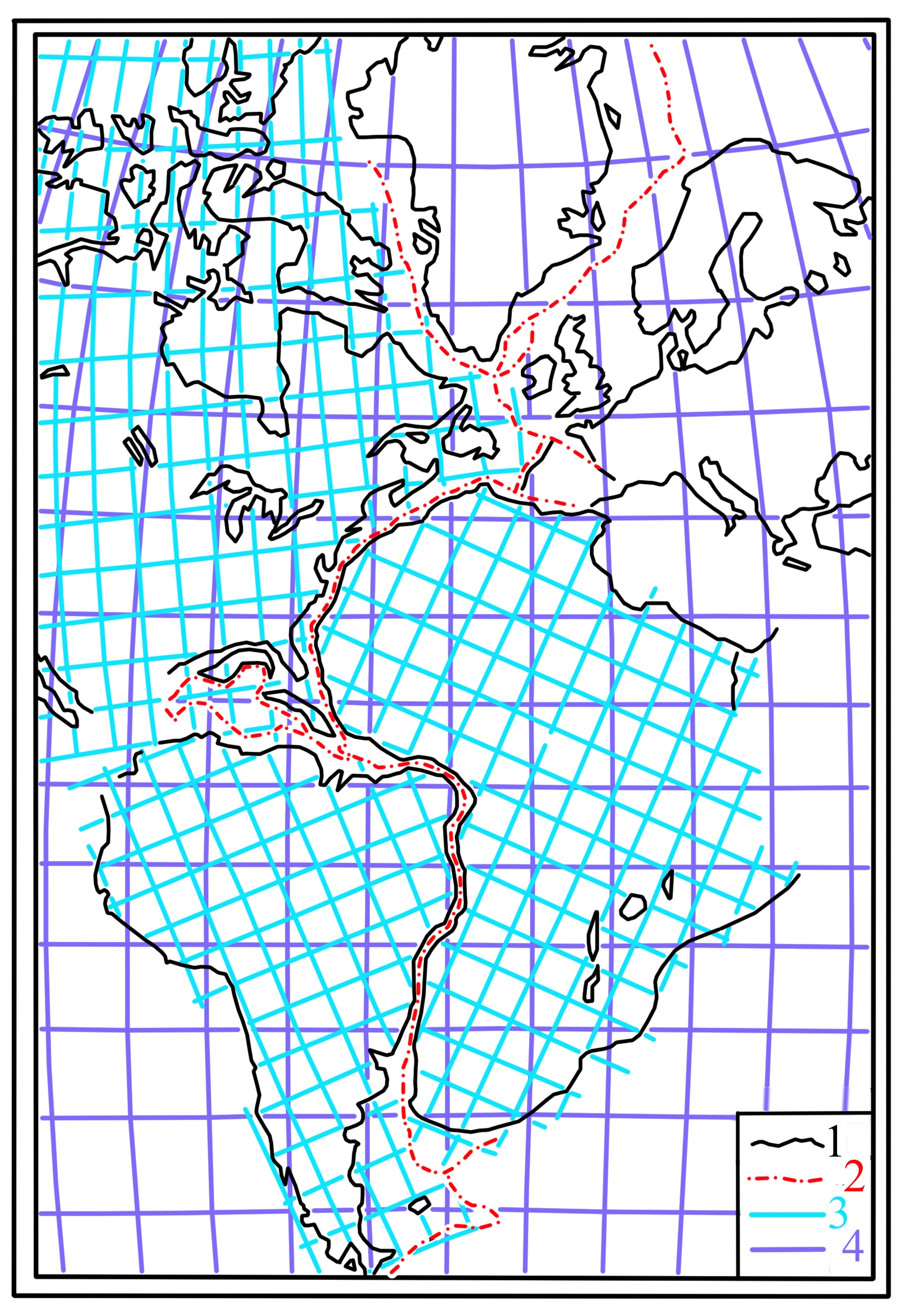
Reconstruction par Boris Choubert du supercontinent Amérique-Groenland-Europe-Afrique (1935).

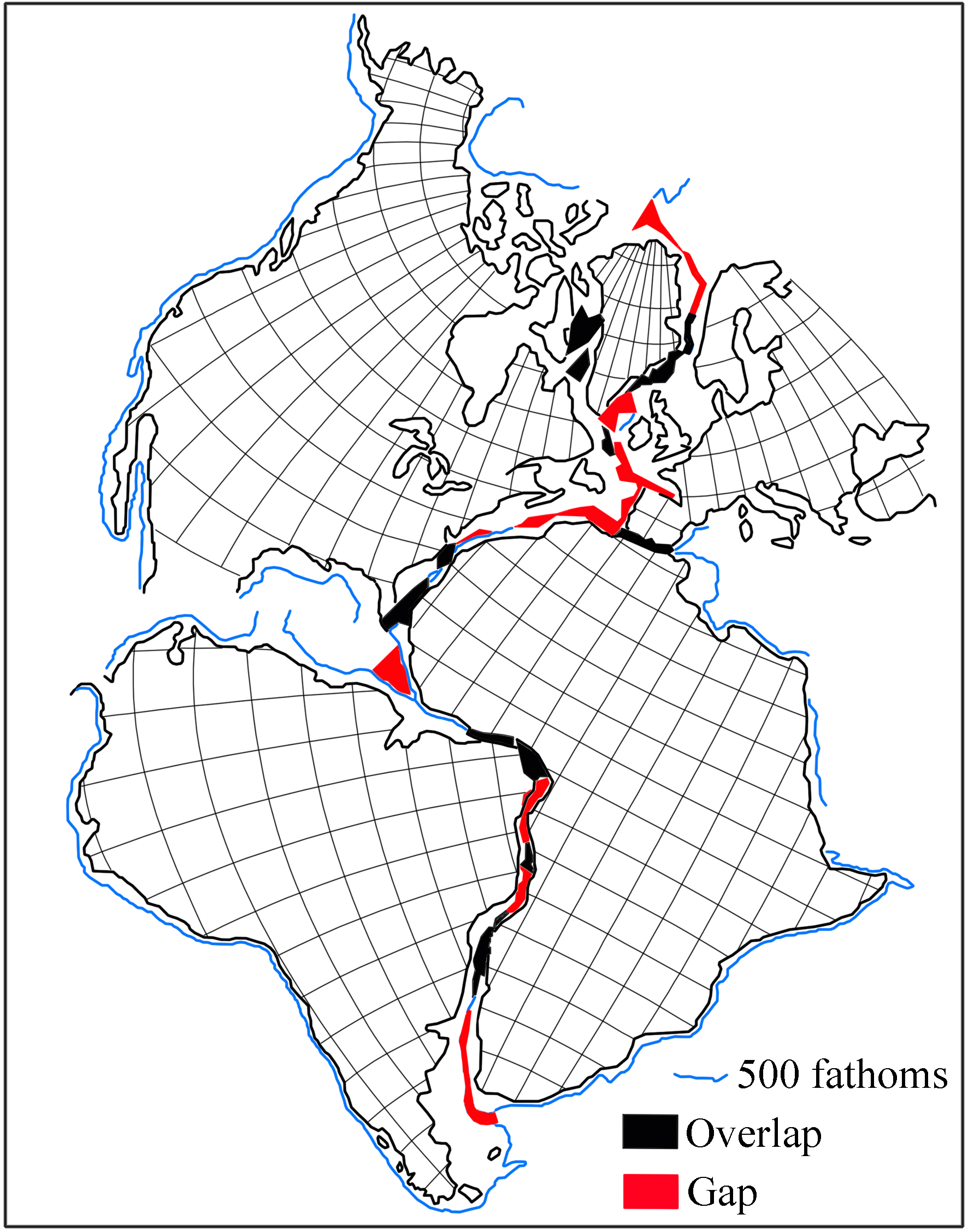
Reconstruction par Bullard et coll. du supercontinent Amérique-Groenland-Europe-Afrique (1965).

La théorie de Wegener trouve et garde cependant des partisans, surtout parmi les géologues s'intéressant aux roches d'âge primaire. C'est notamment le cas du Sud-Africain Alexander du Toit, qui met en évidence la grande similarité des formations anciennes d'Amérique du Sud et d'Afrique de l'Ouest et du Sud. En travaillant sur les roches du Gabon, du Congo et du Brésil, le Français Boris Choubert confirme les travaux de du Toit et devient lui aussi un fervent partisan de la dérive des continents. En 1935, il publie une reconstitution des positions mutuelles de l'Amérique, de l'Afrique et de l'Europe avant le Trias. Cette reconstitution est beaucoup plus précise que les propositions antérieures de Wegener et de du Toit, car au lieu d'utiliser les lignes de côtes Choubert se base sur l'isobathe des mille mètres, bien plus représentative de la bordure des blocs continentaux. L'excellence de l'ajustement est une preuve plus convaincante de la dérive des continents que les tentatives antérieures, qui laissaient un vaste espace entre l'Afrique et l'Amérique du Sud. Pour sa reconstitution, Boris Choubert ose pour la première fois l'idée que la péninsule Ibérique a subi après le Trias une rotation par rapport au reste de l'Europe. Il balaie aussi le problème de la dorsale médio-atlantique en expliquant qu'elle s'est formée postérieurement à l'ouverture de l'océan Atlantique. La mer des Caraïbes ne s'ajuste pas aussi bien que le reste, mais on sait aujourd'hui qu'elle a été profondément affectée par la tectonique du Cénozoïque.
Boris Choubert va aussi beaucoup plus loin que Wegener, qui ne s'était intéressé qu'à la dérive continentale après le Trias. En reconstituant les chaînes paléozoïques de part et d'autre de l'Atlantique (chaîne calédonienne, chaîne hercynienne et Appalaches), il montre qu'elles se sont formées par la compression des sédiments accumulés entre trois cratons précambriens (bouclier canadien et bouclier scandinave au nord, Gondwana au sud). En retirant ces chaînes il arrive à la conclusion que ces cratons formaient un seul continent à la fin du Précambrien, qui s'était ensuite fragmenté au cours du Paléozoïque. Il fait donc de la dérive des continents un processus général, qui a affecté la Terre tout au long de son histoire géologique. Le travail de Choubert est cependant resté quasi inconnu, sans doute parce qu'il a été publié en français dans une revue francophone de faible rayonnement international, et que son titre n'annonçait pas la reconstitution paléogéographique ni la généralisation du concept de dérive des continents.
Au cours des années 1930-1960, la théorie de Wegener gagne progressivement en crédibilité, grâce à la suggestion de possibles mouvements de convection dans le manteau terrestre en 1929, l'accumulation de données sismiques (découverte de la low velocity zone en 1959) et magnétiques (preuve des déplacements relatifs des continents en 1960), et surtout la découverte de l'expansion des fonds océaniques en 1963.
En 1965, trente ans après Choubert, Edward Bullard publie avec deux collaborateurs un article dans lequel une reconstitution voisine de celle de Choubert est réalisée à l'aide d'un ordinateur, par minimisation numérique des écarts entre les blocs continentaux. Cet article acquiert rapidement une grande renommée auprès de la communauté scientifique.

## Observations et reconstitutions

### Observations directes
Wegener appuie la théorie de la dérive des continents sur des arguments géographiques. Il observe des tracés complémentaires entre les côtes de l'Afrique et de l'Amérique du Sud.
La datation des roches sur les différents continents représente un argument géologique. Les roches retrouvées en Alaska et dans les pays nordiques, aux États-Unis et en Afrique de l'Ouest par exemple, présentent le même âge.

### Observations indirectes
Des fossiles retrouvés sur plusieurs continents sont pour Wegener un argument paléontologique de la théorie. Mesosaurus est un genre de reptiles que l'on retrouve en Amérique du Sud et en Afrique. Glossoptéris est un genre de végétaux retrouvé lui aussi en Amérique du Sud et en Afrique.

### Reconstitutions paléogéographiques et paléoclimatiques
Quand on recolle les divers continents à l'Afrique les marques de glaciation présentent un point central. C'est un argument paléoclimatique de la théorie de Wegener.